# Suicidal Tendencies (Album)
Suicidal Tendencies ist das Debütalbum der US-amerikanischen Band Suicidal Tendencies. Es erschien im Juli 1983 bei Frontier Records und gehörte zu den bestverkauften Hardcore-Alben bis zu diesem Zeitpunkt.

## Entstehung und Stil
Der bekannte Fotograf und Künstler Glen E. Friedman, der mit Untergrundkünstlern zusammenarbeitete, produzierte das Album. Dank des Videos zu Institutionalized, das zu den ersten nennenswert auf MTV gespielten Hardcore-Videos zählte, erlangte die Band einige Aufmerksamkeit. Zudem wurde das Video im Film Repo Man verwendet. Tom Araya von Slayer hatte einen Gastauftritt, auch Kerry King ist kurz zu sehen. Das Album beinhaltete meist schnellen Hardcore Punk – 1993 wurde es in deutlich Metal-ähnlicherem Klang unter dem Titel Still Cyco After All These Years neu eingespielt.

## Rezeption
Steve Huey von Allmusic nannte das Album „möglicherweise ihr bestes“. Huey lobte die Texte Mike Muirs, der Themen wie Entfremdung, Depression und nonkonformistische Politik mit Intelligenz und Humor aufgreife. Er vergab 4,5 von fünf Sternen und die Auszeichnung „AMG Album Pick“.

## Titelliste
Die Musik wurde, wo nicht anders angegeben, von Mike Muir geschrieben.
1. Suicide's an Alternative / You'll Be Sorry – 2:44
2. Two Sided Politics (Muir, Louiche Mayorga) – 1:03
3. I Shot the Devil – 1:51
4. Subliminal – 3:08
5. Won't Fall in Love Today (Muir, Mayorga) – 0:59
6. Institutionalized (Muir, Mayorga) – 3:49
7. Memories of Tomorrow (Muir, Mayorga) – 0:59
8. Possessed – 2:07
9. I Saw Your Mommy... (Muir, Mayorga) – 4:52
10. Fascist Pig – 1:17
11. I Want More – 2:28
12. Suicidal Failure – 2:53